# Eno Sigit
Retnosari Widowati Harjojudanto, más conocida como Eno Sigit (10 de abril de 1974), es una cantante y empresaria indonesia. Es la segunda hija de tres hijos, además ella lanzó un álbum a dúo con el actor y cantante Harry de Fretes. Los álbumes lanzados en 1996 por Expedientes de Win fueron producido por Yanni y Ramón Tommy que fue titulado Amor Bens.
Además ella es nieta del expresidente Suharto, su hermano de Ari Sigit fue la gestión de un número de unidades de negocio, incluyendo el sector inmobiliario, las telecomunicaciones y el transporte. Eno también negocio con el entretenimientode trabajo duros con la bandera de la visión del ojo PT Arte (SLB).
Eno se casó con David el 22 de septiembre de 2002. Su primer hijo se llama Jibrilian Amel.